# Veglie
Veglie is een gemeente in de Italiaanse provincie Lecce (regio Apulië) en telt 14.227 inwoners (31-12-2004). De oppervlakte bedraagt 61,3 km2, de bevolkingsdichtheid is 232 inwoners per km2.
De volgende frazioni maken deel uit van de gemeente: Monteruga.

## Demografie
Veglie telt ongeveer 4933 huishoudens. Het aantal inwoners steeg in de periode 1991-2001 met 2,8% volgens cijfers uit de tienjaarlijkse volkstellingen van ISTAT.
| Jaar | Inwoneraantal |
| ---- | ------------- |
| 1991 | 13.639        |
| 2001 | 14.022        |

## Geografie
De gemeente ligt op ongeveer 47 m boven zeeniveau.
Veglie grenst aan de volgende gemeenten: Campi Salentina, Carmiano, Leverano, Nardò, Novoli en Salice Salentino.

## Externe link

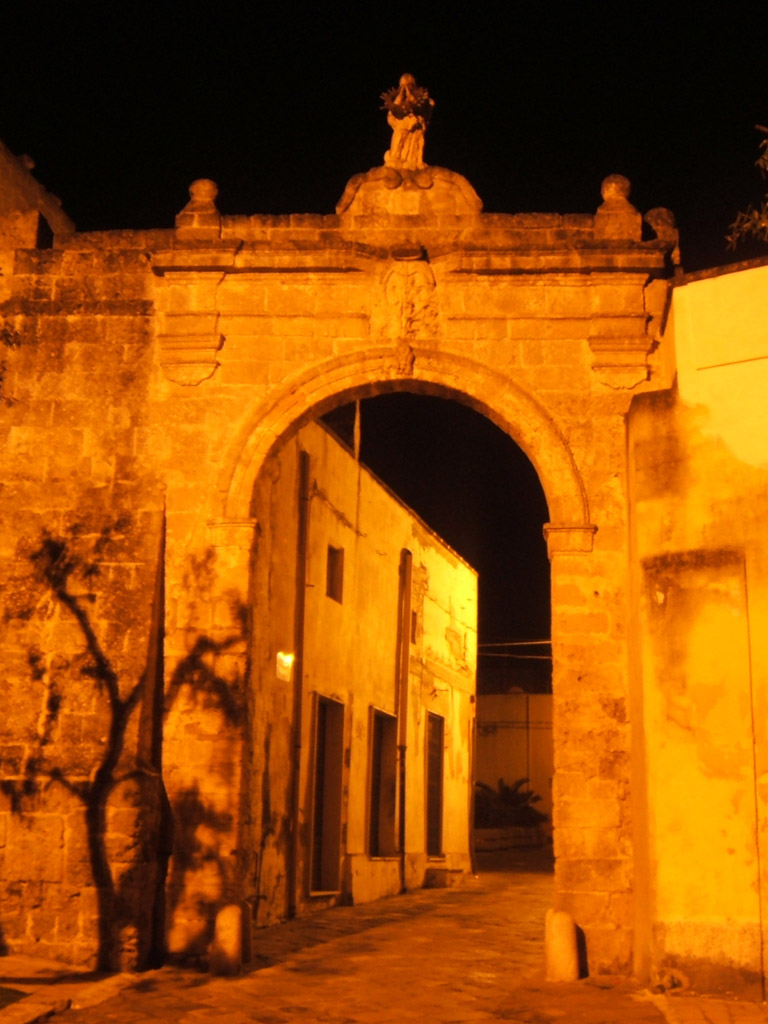
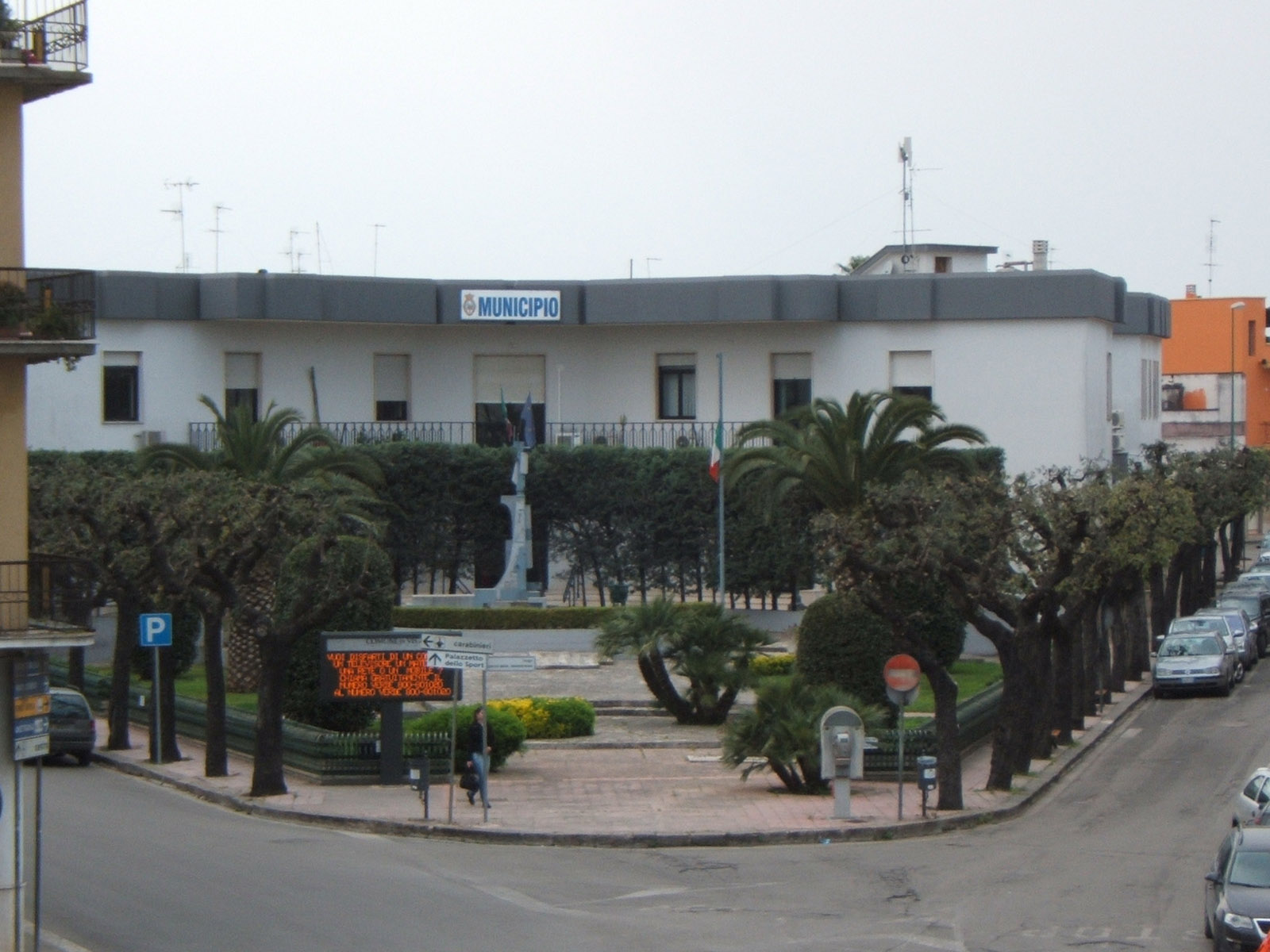
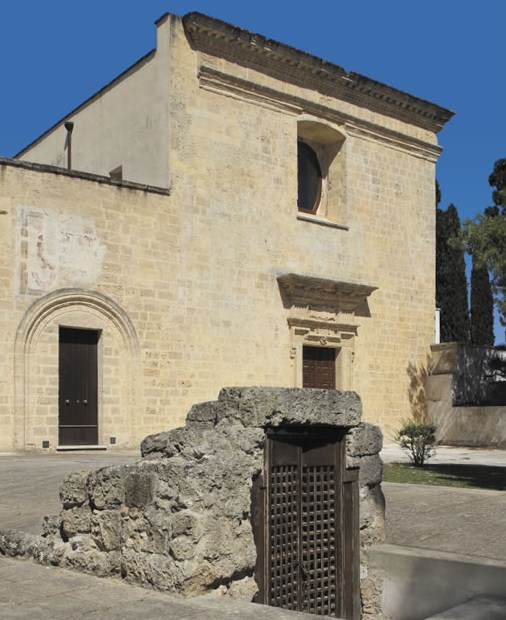